# KVM

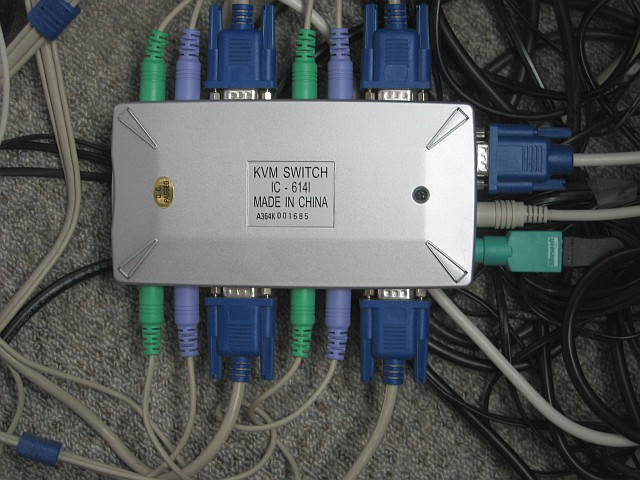
Switch KVM.

Un switch KVM (Keyboard Video Mouse) és un dispositiu de commutació que permet el control d'uns quants equips amb només un monitor, un teclat, i un ratolí. Aquesta utilitat ens permet treballar amb uns quants PC o servidors alhora, commutant de l'un a l'altre quan calgui. Hi ha moltes versions que permeten la commutació també d'àudio, micròfon, o dispositius perifèrics mitjançant ports USB. També hi ha models amb gestió dels PC o servidors a través de connexions TCP/IP, de manera que podríem utilitzar els nostres equips a través d'internet com si els tinguéssim al davant. Hi ha connexions TCP/IP sèrie (per als equips de comunicacions i Unix), i de connexió gràfica (per a Windows, i GNU/Linux).

## Història
Els primers anys 80, amb el creixement de la indústria, molts centres de càlcul tenien dotzenes i de vegades centenars de monitors, teclats, i ratolins, ocupant molt d'espai als Rack, i escalfant l'ambient. Un altre gran inconvenient va ser que els tècnics havien de moure's d'un servidor a un altre.
Actualment hi ha una discussió sobre qui va fer el primer Switch KVM. Probablement el primer nom assignat va ser KV Switch . L'ambient gràfic i els ratolins no eren gaire comuns en aquella època, de manera que el primer Switch només servia per a teclats i vídeo. Els primers Switch tenien botons per commutar entre PCs, després hi va haver les "Hot-Key", i finalment funcions a la pantalla.
Els Switch KVM permeten que un usuari pugui accedir a uns quants servidors o ordinadors, utilitzant només un monitor, teclat, i ratolí. A més a més d'estalviar temps, no escalfar tant, i estalviar espai, hi ha una reducció de costos, i un estalvi de comprar de monitors, teclats, i ratolins.
Avui dia se'n troben sovint a les sales de servidors (data centers), i fins i tot a les petites empreses i a les llars.